# Територіальні питання КНР

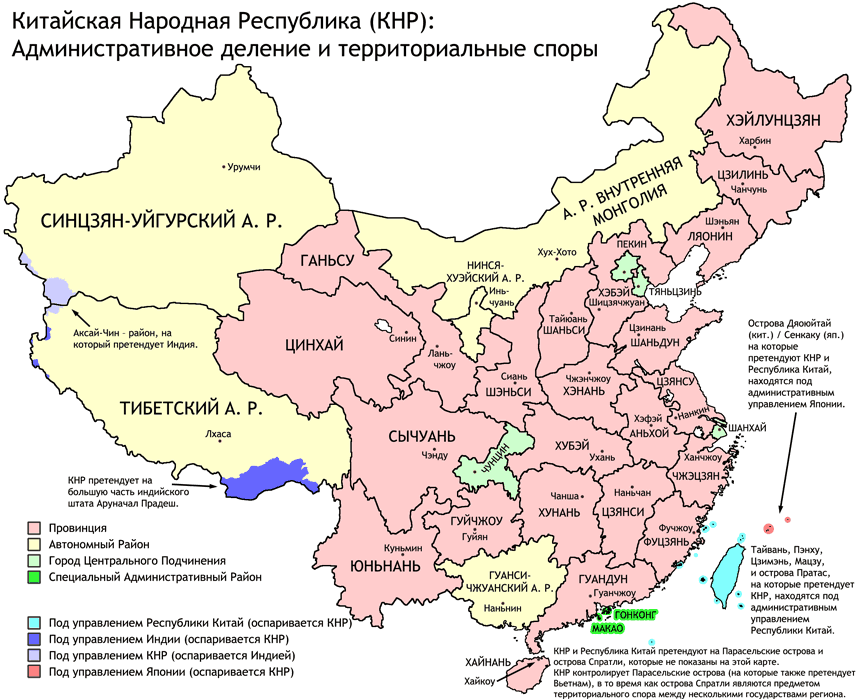
Територіальні суперечки КНР з сусідніми державами.

Китай мав територіальні претензії до всіх своїх сусідів — СРСР, Японії, Пакистану, В'єтнаму, Індії тощо. Це було пов'язано з тим, що керівництво Китаю, що був частиною імперії Цин, пред'явило претензії на всю територію цієї імперії після її розвалу і на всі землі, панування над якими декларували імператори згідно з старокитайською геополітичною концепцією.
Це призвело до прикордонних конфліктів — Китайсько-Індійський прикордонний конфлікт 1962 року, Китайсько-Індійський прикордонний конфлікт 1967 року, Китайсько-Радянські прикордонні конфлікти на о. Даманський, Китайсько-В'єтнамська війна 1979 року, інциденти біля японських островів Рюкю (архіпелаг Сенкаку).
Вже незабаром після проголошення Китайської Республіки в 1916 і 1932 рр. з'явилися книги, основною ідеєю яких стало «повернення втрачених територій»: Далекого Сходу від Камчатки до Сінгапуру, Бутану, частин Афганістану, Індії і таке інше. Мао Цзедун також надавав великого значення цьому питанню. У 1965 р. він сказав: «Ми обов'язково повинні дістати Південно-Східну Азію, включаючи Південний В'єтнам, Таїланд, Бірму, Малайзію, Сінгапур. <…> Такий район, як Південно-Східна Азія, дуже багатий, там багато корисних копалин, він цілком заслуговує витрат, щоб дістати його. У майбутньому він буде дуже корисний для розвитку китайської промисловості. Таким чином, можна буде повністю відшкодувати збитки. Після того, як ми придбаємо Південно-Східну Азію, в цьому районі можна буде збільшити наші сили; тоді ми будемо мати сили, щоб протистояти радянсько-східноєвропейському блоку».

Аналогічна мапа з Китайської Вікіпедії.

У ті роки Мао висунув глобальну мету: «Ми повинні підкорити земну кулю… По-моєму, найважливіше наша земна куля, де ми створимо потужну державу». Перелік «втрачених територій»: Бірма, Лаос, В'єтнам, Непал, Бутан, північ Індії, Таїланд, Малайзія, Сінгапур, Корея, острови Рюкю, 300 островів Південно-Китайського, Східно-Китайського і Жовтого морів, Киргизстан, Південний Казахстан, афганська провінція Бадахшан, Монголія, Забайкалля і південь Далекого Сходу до Охотська. «Втрачені території» складають понад 10 млн кв. км, що перевищує територію КНР (9,6 млн кв. Км). Жодна інша держава світу не пред'являє подібних претензій. У наш час ці претензії на зовнішньополітичній арені не декларуються, але озвучуються всередині КНР, до історії цей підхід зберігся.
Постійним було протистояння з керівництвом Тайваню, які перебувають під заступництвом США, і придушення національного руху тибетців, Перша криза у Тайванській протоці, Друга криза у Тайванській протоці, Третя криза у Тайванській протоці. На даний момент, всі ці питання, за винятком спору з Індією, вже вирішені політичним шляхом. Виступи «національних меншин» у КНР жорстоко придушуються.
У літературі розрізняють як історичний факт континентальний Китай, острів Тайвань, і території, що належали іншим країнам: Гонконг (кит. 香港) і Макао (кит. 澳门) (колишні британська і португальська колонії, возз'єдналися з КНР наприкінці XX століття) і які зараз ще зберігають самостійність в економічних питаннях. КНР висуває претензії на острів Тайвань, який фактично є незалежною державою.